# 润城东岳庙
35°29′37″N 112°31′27″E / 35.49361°N 112.52417°E
润城东岳庙位于中国山西省阳城县润城镇润城村，2006年被列为第六批全国重点文物保护单位。
润城东岳庙始建于宋，明万历二十一年（1593年）重修。庙坐北朝南，现存献亭、天齐殿、后宫、东西耳殿等建筑，其中献亭、天齐殿和后宫为明代建筑，东西耳殿为清代建筑。天齐殿面阔五间，进深六椽，单檐悬山顶。后宫为二层楼阁，面阔五间，进深六椽，单檐歇山顶。献亭面阔一间，进深四椽，单檐十字歇山顶。